# Boos (Landes)
Boos (okzitanisch: Bòsc) ist eine Ortschaft und eine ehemalige französische Gemeinde mit 541 Einwohnern (Stand: 1. Januar 2022) im Département Landes der Region Nouvelle-Aquitaine. Sie gehörte zum Arrondissement Dax und zum Kanton Pays Morcenais Tarusate. Die Einwohner werden Bosséens genannt.
Mit Wirkung vom 1. Januar 2017 wurden die ehemaligen Gemeinden Boos und Rion-des-Landes zur namensgleichen Commune nouvelle Rion-des-Landes zusammengeschlossen und haben in der neuen Gemeinde der Status einer Commune déléguée. Der Verwaltungssitz befindet sich im Ort  Rion-des-Landes.

## Lage
Boos liegt in den Landes de Gascogne, dem größten Wald Westeuropas, etwa 19 Kilometer nordnordöstlich von Dax.

## Geschichte
Im 11. und 12. Jahrhundert wurde der Ort auf Karten als Bost erwähnt.

### Bevölkerungsentwicklung
| Jahr                       | 1962 | 1968 | 1975 | 1982 | 1990 | 1999 | 2006 | 2013 |
| Einwohner                  | 120  | 109  | 133  | 134  | 136  | 149  | 196  | 380  |
| Quellen: Cassini und INSEE |      |      |      |      |      |      |      |      |

## Sehenswürdigkeiten

Kirche Saint-Pierre

- Kirche Saint-Pierre